# Ватега (селище)
Ватега (рос. Ватега) — селище в Онезькому районі Архангельської області Російської Федерації.
Населення становить 40 осіб. Входить до складу муніципального утворення Порозьке поселення.

## Історія
Від 2004 року входить до складу муніципального утворення Порозьке поселення.

## Населення
| 2002 | 2010 | 2012 |
| ---- | ---- | ---- |
| 82   | ↘8   | ↗40  |